# Diamante Verde de Dresde

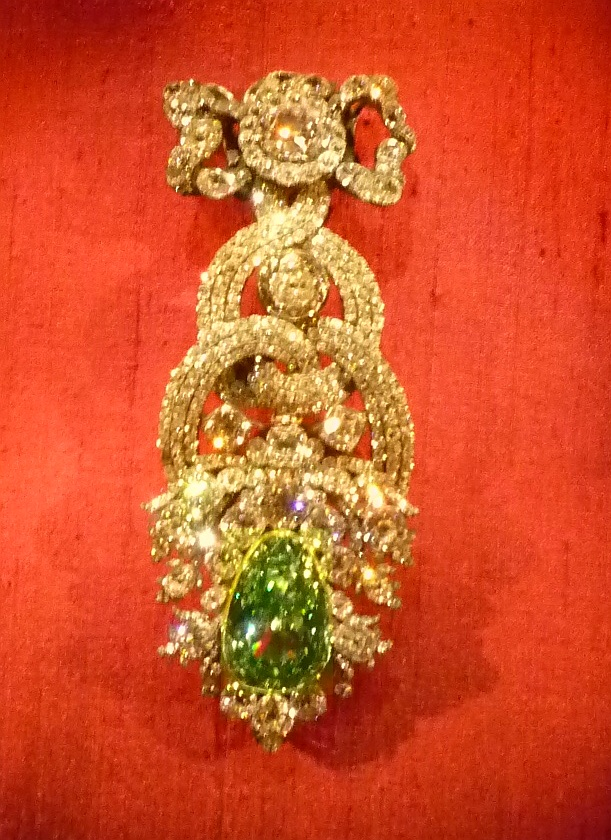
Diamante Verde de Dresde en su ornamento de sombrero

El diamante Verde de Dresde es un diamante verde natural de 41 quilates 
(8.2 gramos), originario de la mina Kollur en el estado de Andhra Pradesh en el 
subcontinente Indio. 
Se llama Dresde por la capital de Sajonia, Alemania donde ha estado en 
exhibición por más de dos siglos. Hoy el diamante se exhibe en la Nueva sala Verde del Palacio de Dresde.

## Historia
Su registro histórico data de 1722, cuando un diario londinense hizo un artículo sobre él, en su edición 27, del 25 de octubre. Fue adquirido por Augusto III de Polonia a un mercader holandés en 1742, en la Feria de Leipzig. En 1768 el diamante fue incorporado a un ornamento de sombrero extremadamente valioso, rodeado por dos diamantes grandes y 411 diamantes medianos y pequeños. Hasta ahora el diamante se mantiene en este ornamento de sombrero.
En el 2000 el joyero estadounidense, Harry Winston, preparó una exhibición del Diamante Verde en su tienda en Nueva York y en el museo Smithsonian, en Washington D. C., donde lo mostraron junto al diamante azul más grande del mundo, el Diamante Hope

## Color
El color verde de esta piedra, se debe a su exposición natural a elementos 
radiactivos. La piedra se usa para comparar diamantes verdes producidos en laboratorio con naturales. Se espera que sirva para desarrollar una prueba que 
distinga a los diamantes verdes naturales de los sintéticos.